# Латеральный кожный нерв бедра
Латеральный кожный нерв бедра (лат. Nervus cutaneus femoris lateralis) — нерв поясничного сплетения. Образован волокнами LII — LIII нервов.
Выходит из-под латерального края большой поясничной мышцы, иногда проходит через её толщу. Далее следует по передней поверхности подвздошной мышцы под подвздошной фасцией к передней верхней подвздошной ости и проходит медиальнее последней под паховой связкой на бедро. Затем нерв направляется вниз латеральнее портняжной мышцы, прободает своими ветвями широкую фасцию верхнего участка бедра и разветвляется в коже на несколько мелких и два-три крупных нерва, достигающих коленного сустава. Ветви нерва могут образовывать соединения с передними кожными ветвями бедренного нерва.

## Изображения

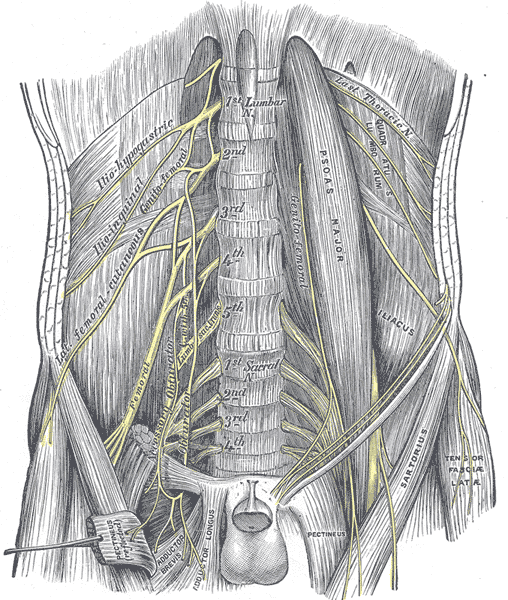
Описываемый нерв обозначен как Lat. femoral cutaneous
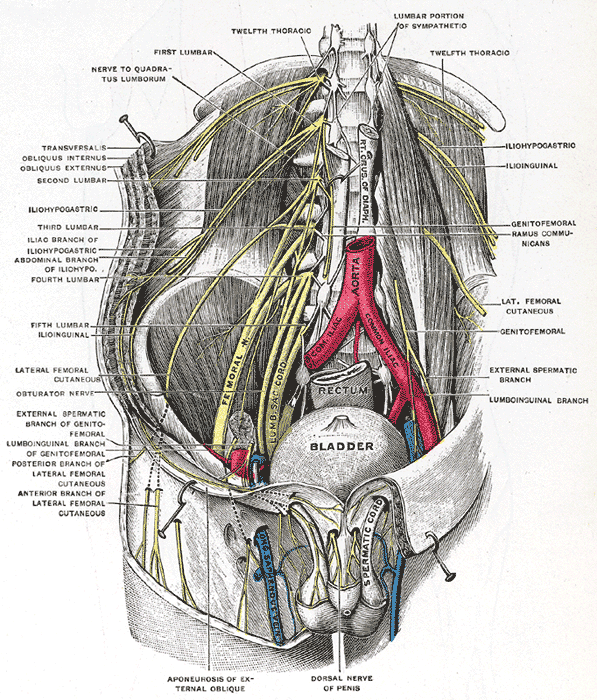
Нервы поясничного сплетения
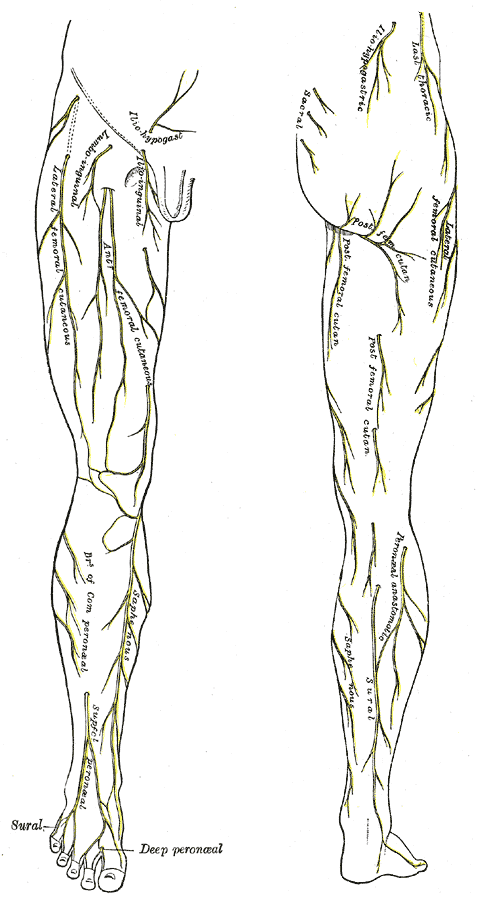
Иннервация кожи нижних конечностей
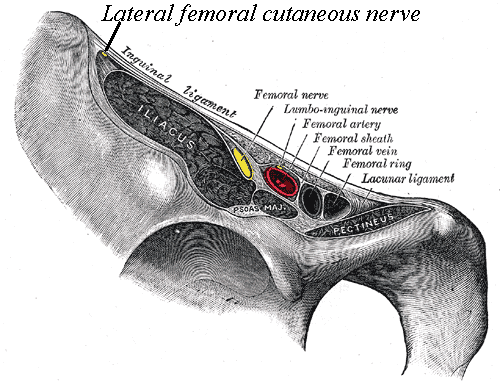
Место прохождения нерва под паховой связкой
Зоны чувствительной иннервации нижних конечностей